# Fantasia-Impromptu (Chopin)

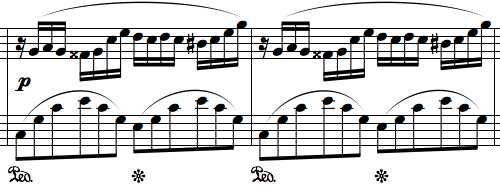
Tema principal de la Fantasia-Impromptu.

La Fantasia-Impromptu en do sostingut menor, op. pòst. 66, és una obra per a piano composta per Frédéric Chopin el 1834 i publicada de manera pòstuma el 1855 tot i que ell havia donat instruccions que cap dels seus manuscrits inèdits es publiquessin. Malgrat alguns comentaris negatius, la  Fantasia-Impromptu  és una de les composicions més interpretades i populars de Chopin.

## El manuscrit
La Fantasia-Impromptu va ser composta l'any 1834, el mateix any les quatre Masurques op. 17, i el Gran vals brillant en mi bemoll major, op. 18; però a diferència d'aquestes altres obres, Chopin mai va publicar la Fantasia-Impromptu. Julian Fontana la va publicar pòstumament, juntament amb els valsos op. 69 i op. 70. No se sap ben bé perquè Chopin no va publicar la Fantasia-Impromptu. James Huneker, tractant d'endevinar el perquè, destaca que hi ha parts d'ella "empallegoses" i "sense noblesa". Ernst Oster creu que una exploració tècnica mostraria el perquè Chopin no va publicar el treball, i aquesta mostra que la Fantasia-Impromptu i la Sonata Clar de Lluna de Beethoven, que la qualificà "Quasi una fantasia", estan relacionades.
D'altra banda, el misteri podria haver quedat resolt el 1960, quan el pianista Arthur Rubinstein adquirí l'"Àlbum de la baronessa d'Este", en una subhasta a París. L'àlbum contenia un manuscrit de la Fantasia-Impromptu de la mà de Chopin, de l'any 1835; a la portada diu: "Composta per a la baronessa d'Este de Frédéric Chopin". Tot i que l'autenticitat és qüestionada per les autoritats franceses, la partitura mostra "una delicada cura pel detall" i "moltes millores en l'harmonia i estil" en comparació amb la versió publicada anteriorment; Rubinstein considera com una prova absoluta que és el treball acabat. En el prefaci a la "Rubinstein Edition", publicat per G. Schirmer Inc. el 1962, Rubinstein creu que l'existència de la paraula "compost per" en lloc d'una dedicatòria impliquen que Chopin va rebre un pagament per la feina, i que l'hauria venut a la baronessa.

## Anàlisi musical
És possible que la Fantasia-Impromptu tingui com a referent molts dels elements harmònics i tonals de la Sonata núm. 14 "Clar de Lluna" de Beethoven, que també està en do sostingut menor. Dos compassos després que comenci la melodia, una sèrie de notes ascendents i descendents té exactament les mateixes notes que la cadència del 3r moviment (Presto agitato). El punt culminant amb el mateix tipus d'acords és similar en les dues peces. A més, la part central de la Fantasia-Impromptu i el segon moviment de la Sonata Clar de Lluna estan re bemoll major. I el primer i tercer moviments estan en do sostingut menor.
Per aquestes i moltes altres raons, Ernst Oster escriu: "Chopin entén Beethoven en un nivell que ningú que hagi opinat sobre la Sonata en do# menor o la Fantasia-Impromptu ha arribat a entendre. ... La Fantasia-Impromptu és potser l'únic cas on un geni ens revela –encara que només sigui per mitjà d'una composició pròpia– el que realment arriba a escoltar en l'obra d'un altre geni".
A l'obra, en compàs de 2/2, hi ha moltes polirítmies; per exemple, la mà dreta toca semicorxeres mentre que l'esquerra executa grups de tresets. El tempo inicial indicat és Allegro agitato i amb el canvi de tonalitat, a re bemoll major, canvia també la indicació de l'obra a Moderato cantabile. La tonalitat de re bemoll major és enharmònica de do sostingut major. Després retorna al tempo inicial quan recupera el do sostingut menor. Acaba amb un final fantasiós, misteriós, tranquil, en què la mà esquerra repeteix les primeres notes del tema en re bemoll major i la mà dreta segueix tocant semicorxeres. La peça conclou suaument amb un acord però en do sostingut major.

## En la cultura popular
- En el videojoc Eternal Sonata (2007) hi ha un capítol sencer dedicat a la Fantasia-Impromptu. El títol del joc en japonès és Torasuti Beru Shopan no Yume, i fa referència a un suposat darrer somni de Chopin.
- A la sèrie de dibuixos animats Tom i Jerry, apareix en el capítol Snowbody Loves Me al costat d'altres obres de Chopin.
- Forma part de la banda sonora de la pel·lícula Autumn Leaves (1956) del director Robert Aldrich.
- En el videojoc de por (survival horror) Clock Tower 3 apareixen extractes de la Fantasia-Impromptu.
- La pel·lícula Impromptu, de 1991, rep el nom d'aquest impromptu, que s'escolta a la banda sonora i l'interpreta el personatge de Chopin, interpretat per Hugh Grant. En la pel·lícula es dona una altra raó per la qual Chopin no va voler publicar la Fantasia-Impromptu: Chopin li diu a George Sand (paper interpretat per Judy Davis) que no està satisfet amb la peça perquè un veritable impromptu hauria de donar la sensació de completa espontaneïtat.
- Una llarga part de la Fantasia-Impromptu s'escolta en la introducció de la versió afrikaans de la pel·lícula sud-africana Lost in the desert (en català, Perduts en el desert), en la qual es mostra al pare del personatge principal, que és un pianista concertista, tocant la peça en un recital.
- En la sèrie Lost ("Perduts"), es pot escoltar la part central de la Fantasia-Impromptu al principi del capítol 14 de la cinquena temporada, anomenat "The variable", en un flashback en el que el personatge Daniel Faraday la toca de nen. També apareix en el capítol 5 de la sisena temporada, anomenat "The Lighthouse", que en la realitat paral·lela del personatge David Sheppard (el fill de Jack) toca la peça en una prova per anar al conservatori.
- En la sèrie Ben 10: Ultimate Alien en el capítol "No és gens fàcil ser qwen", apareix aquesta obra interpretada per una amiga de Gwen.